# Пюхяярви (город)
Пюхяя́рви (1993 — 1995 — Пюхясалми) — финский город и муниципалитет в Северной Остроботнии на юге ляни Оулу. Муниципалитет также граничит с провинциями Восточная и Западная Финляндия.
Основан в 1866 и получил название по озеру Пюхяярви, на северном берегу которого расположен. В 1993 получил статус города.
Через город проходит трасса E 75, национальная дорога 27 и железнодорожная ветка Юливиеска — Ийсалми. Имеется лётное поле .
В состав муниципалитета входят также населённые пункты Пюхясалми и Руотанен. В Пюхсалми расположена глубочайшая шахта Европы глубиной 1444м, в которой до августа 2022 года велась добыча цинка и меди.